# Șindrilița, Ilfov
Șindrilița este un sat în comuna Găneasa din județul Ilfov, Muntenia, România.

## Legături externe
Materiale media legate de Șindrilița la Wikimedia Commons

 Acest articol despre o localitate din județul Ilfov este deocamdată un ciot. Puteți ajuta Wikipedia prin completarea lui.